# Plini el Jove
Gai Plini Cecili Segon (en llatí Caius Plinius Caecilius Secundus; Como, 61 – Nicomèdia, 113) va ser un polític i escriptor llatí anomenat Plini el Jove, per distingir-lo de l'oncle homònim Plini el Vell. Era fill de Gai Cecili i de Plinia (la germana de Plini el Vell). Va néixer vers el 61 o 62 a Comum (Como), a la vora de la qual tenia diverses vil·les. Se sap que estava present a l'erupció del Vesuvi l'any 79, i ell mateix diu que tenia 18 anys.

## Biografia

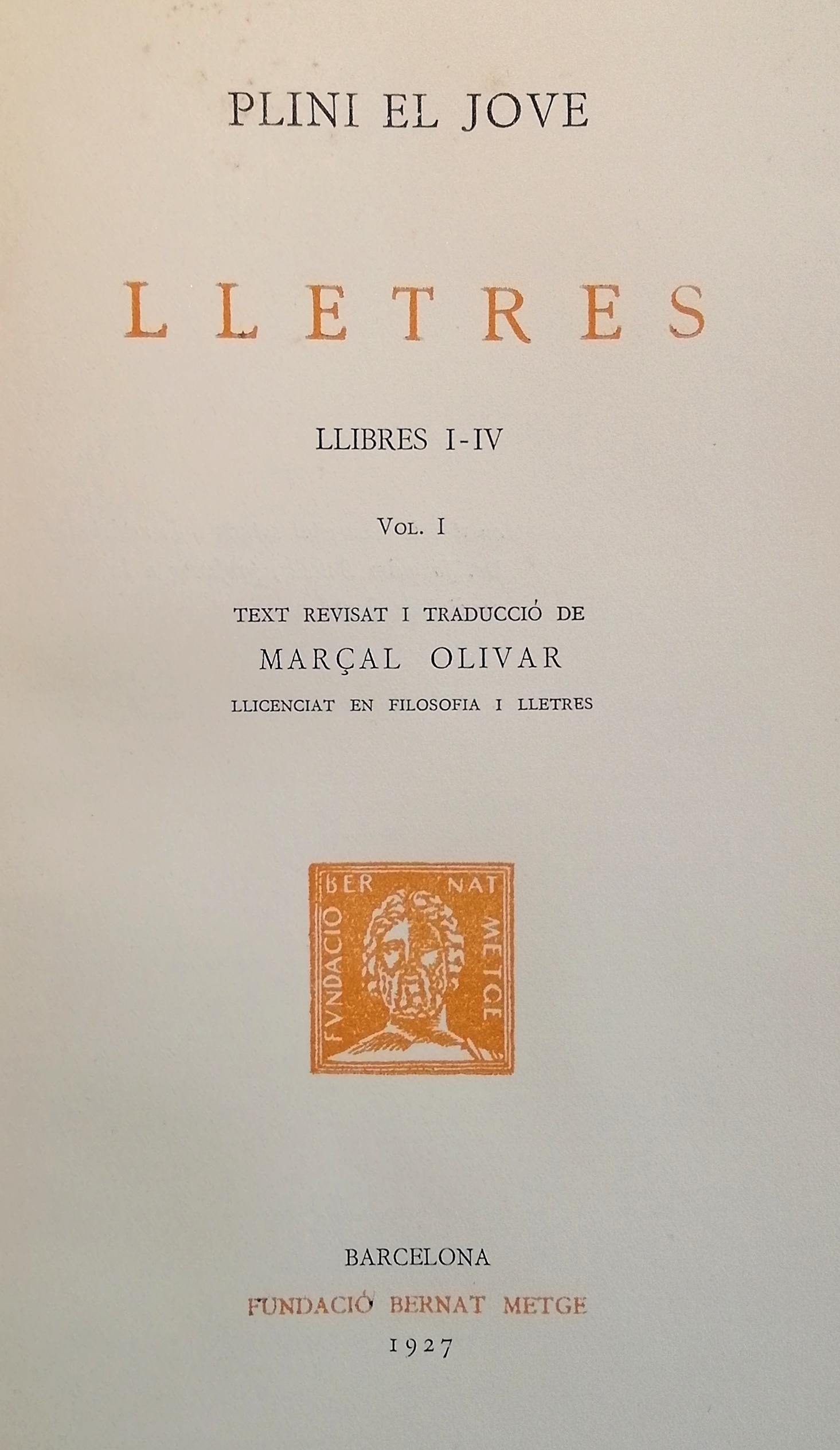
Lletres (Epístoles) de Plini el Jove, traducció catalana publicada a Barcelona dins la Col·lecció Fundació Bernat Metge l'any 1927

Plini el Jove nasqué al si d'una família de rang eqüestre molt adinerada. El seu pare morí quan ell era encara menut i Plini va ser adoptat per l'oncle, Plini el Vell, que el feu estudiar a Roma, a l'escola de Quintilià. El seu nom, seguint les normes republicanes, hauria estat Gai Plini Cecilià Segon (Caius Plinius Caecilianus Secundus). Educat amb cura per Plini i pel seu tutor Vergini Ruf, es va dedicar a les lletres i als 14 anys va escriure una tragèdia en grec. Va estudiar eloqüència amb Quintilià i Nicetes Sacerdos i, progressivament, va adquirir reputació d'un home intel·ligent i erudit.
Es dedicà a l'art oratòria i als 19 anys va començar a parlar al fòrum i va actuar sovint com a advocat a la cort dels centumviri. Transcorregué tots els estadis del cursus honorum sota l'imperi de Domicià: tribú militar a Síria, qüestor, pretor l'any 93 i cònsol el 100, any en què va escriure un panegíric dedicat a Trajà. En algun moment va ser també curador del canal i les vores del Tíber.
Probablement, gràcies no tan sols al seu talent, sinó també a la fortuna i les amistats amb poderosos, la seua carrera va ser de les més brillants i arribà a ser prefecte de l'erari de Saturn, és a dir, un dels tresorers de l'imperi. Al final de la seua vida, era governador a Bitínia entre els anys 111 i 113, any en què, probablement, morí.
Es va casar dues vegades, la segona amb Calpúrnia, la neta de Calpurni Fabat, que era força més jove que ell. Amb cap de les seves dues dones va tenir fills.
La seva vida és coneguda per les seves cartes. Era ric i va construir un temple a Tifernum, i va fer altres contribucions en edificis públics.
Es conserven de les seves obres el panegíric ja esmentat i deu llibres de cartes (Epistolae).
A finals d'agost del 79 Plini el Jove va presenciar personalment l'erupció del Vesubi, que trenta anys després va relatar així en una carta a Tàcit : "Un núvol sorgeix de la muntanya (el Vesuvi); per la seva forma i aspecte general, sembla un arbre i, més precisament, un pi pinyer. El núvol s'eleva a una gran alçada formant primer el tronc i després les branques que surten de l'arbre"
En aquesta mateixa ocasió hi mor el seu oncle matern, Plini el Vell, probablement asfixiat pels gasos de l'erupció.

## La Vila de Plini
Al llac de Como Plini hi va tenir diverses granges i algunes viles, heretades del pare o de la mare, que mai va voler vendre per raons sentimentals, tot i les pèrdues produïdes, no pas a causa de la fertilitat de les terres, sinó al poc treball dels agricultors. Les seves cases preferides eren la "Comoedia" i "Tragoedia". Alguns historiadors, entre ells Boldini, basant-se en les moltes troballes arqueològiques realitzades el 1920 creuen que la vila era prop del castell Lierna, També la descripció de Plini "haec unum sinum molts curvamine amplectitur" identifica l'entrada de la platja "Riva Bianca" de Lierna. En les seves viles en el llac que es van agregar a l'herència rebuda pels seus amics, incloent Saturní, Plini sovint anava en lierna, que és anar amb vaixell a trobar als seus amics.

## Traduccions al català
- Lletres (2 vol.), traducció de Marçal Olivar. Col·lecció Bernat Metge, 25 i 28, ISBN 8472259552 - ISBN 9788472259553 - ISBN 8472259560 - ISBN 9788472259560.
- Panegíric, traducció de Marçal Olivar. Col·lecció Bernat Metge, 61.
- Correspondència amb Trajà, traducció de Marçal Olivar. Col·lecció Bernat Metge, 63.